# Pontos extremos da Áustria
Esta é a lista dos pontos extremos da Áustria, onde estão listados os locais mais a norte, sul, leste e oeste do território austríaco:

## Extremos da Áustria
- Ponto mais setentrional: córrego Neumühlbach, perto de Rottal, Baixa Áustria (49° 01′ 14″ N, 15° 01′ 16″ L)
- Localidade mais setentrional: Haugschlag, Baixa Áustria (48° 59′ 51″ N, 15° 03′ 32″ L)
- Ponto mais meridional: Steiner Alpen, Caríntia (46° 22′ 21″ N, 14° 33′ 55″ L)
- Localidade mais meridional: Bed Vellach, Caríntia (46° 25′ 37″ N, 14° 32′ 58″ L)
- Ponto mais ocidental: Rio Reno perto de Bangs, Voralberg (47° 16′ 16″ N, 9° 31′ 51″ L). Note-se que as fronteiras da Áustria com a Suíça e com a Alemanha não estão acordadas para o Lago Constança
- Localidade mais ocidental: Bangs, Voralberg (47° 15′ 56″ N, 9° 32′ 42″ L)
- Ponto mais oriental: Um canto do campo perto de Deutsch Jahrndorf, Burgenland (48° 00′ 37″ N, 17° 09′ 38″ L)
- Localidade mais oriental: Deutsch Jahrndorf, Burgenland (48° 00′ 37″ N, 17° 06′ 33″ L)

## Elevações
- Ponto mais baixo: Hedwighof (município de Apetlon), 114m (47° 04′ 30″ N, 12° 41′ 40″ L)
- Ponto mais alto: Grossglockner, 3.798m (47° 52′ 00″ N, 16° 45′ 00″ L)